# Улица Юлиуса Фучика (Чебоксары)
У́лица Ю́лиуса Фу́чика — улица в Ленинском районе города Чебоксары Чувашской Республики.

## Происхождение названия
Названа в память о чешском писателе и общественном деятеле Юлиусе Фучике (1903—1943).

## Здания и сооружения
- № 28-63 — Жилые дома
- № 60, 65 — АЗС

## Транспорт
- Автобус № 32/101, 33, 45, 46
- Троллейбус № 10, 11, 14, 15, 20
- Маршрутное такси № 3, 12, 5, 234, 30, 331

## Смежные улицы
- Проспект Николая Никольского
- Улица Гагарина
- Гражданская улица
- Улица Богдана Хмельницкого
- Проспект Геннадия Айги